# Douarnenez
Douarnenez is een gemeente in het Franse departement Finistère, in de regio Bretagne. De gemeente telde 14.188 inwoners op 1 januari 2022. De plaats maakt deel uit van het arrondissement Quimper.
Het stadje ligt aan de riviermond van de Pouldavid, hier Port-Rhu genoemd, en is op de eerste plaats een stad van vissers en de visconserven-industrie. In Tréboul ligt de plezierhaven, in Douarnenez de moderne en de oude vissershaven.

## Geschiedenis
In de middeleeuwen was de visvangst een eerder marginale activiteit. Dat veranderde vanaf de 16e eeuw met verbeterde technieken om sardines te conserveren. Douarnenez, gelegen aan rijke visgronden, werd een haven voor sardinevissers. De haven van Rosmeur kende een sterke groei in de 17e en de 18e eeuw. Aan het einde van de 18e eeuw waren er ongeveer 400 vissersboten actief.
Door de komst van de conservenindustrie groeide de vangst van sardines sterk aan het einde van de 19e eeuw. Ook de bevolking steeg sterk door inwijking van mensen uit het omliggende platteland. Verschillende conservenfabrieken werden vanaf 1880 opgericht en de haven werd uitgebouwd met kaden. Tijdens het hoogtepunt van deze industrie telde de stad 930 vissersboten en 4.500 sardinevissers. In de fabrieken werkten 3.500 mensen, voornamelijk vrouwen. In 1920 telde de stad ook 500 cafés, hoofdzakelijk opengehouden door vrouwen. In 1921 kreeg Douarnenez het eerste communistische gemeentebestuur van Frankrijk en in 1924 werd een vrouw verkozen in de gemeenteraad. In 1924-25 waren er stakingen tegen de lage lonen en de slechte werkomstandigheden. In 1945 werd de gemeente Tréboul aangehecht bij Douarnenez. Van de veertig conservenfabrieken zijn er anno 2021 nog drie. Het toerisme won belang als economische activiteit. De vissershaven van Tréboul werd omgevormd tot plezierhaven. Al in de 19e eeuw was de stad bekend bij kunstschilders.

## Stadsbeeld
Vanaf de pier heeft men uitzicht over de Baai van Douarnenez en de Port du Rosmeur, waar vooral de sardinevissers binnenvaren en de visafslag plaatsvindt. Ten zuiden van de Port du Rosmeur loopt de Sentier des Promarc'h. In Promarc'h zijn fundamenten gevonden die, naar men zegt, tot de burcht van koning Marc'h van Cornouaille behoort te hebben.
De koning was de oom van Tristan en een van de hoofdfiguren uit de sage van Tristan en Isolde. Het eiland vóór de monding van de Pouldavid, heet Île Tristan. Een tweede sage die uit de buurt van Douarnenez afkomstig is, is die van de verdwenen stad Is of Ys. Is of Ys was de hoofdstad van koning Gradlon (Grallon), die omstreeks 500 moet hebben geleefd. De stad was heel rijk en haar bewoners heel slecht van karakter. Het slechtst was de dochter van de koning; zij was 'schuldig' aan de ondergang van de stad Ys. Misschien staat deze sage in verbinding met een grote watersnood, zoals bij Dol-de-Bretagne is gebeurd.
In werkelijkheid zijn die ruïnes van Gallo-Romeinse oorsprong. Ze werden gebruikt voor de productie van garum.
De kapel Saint-Hélène in de wijk Rosmeur werd ingewijd in 1755. De kapel Saint-Jean in Tréboul is ook 18e-eeuws.
In de gemeente ligt het gesloten spoorwegstation Douarnenez - Tréboul.

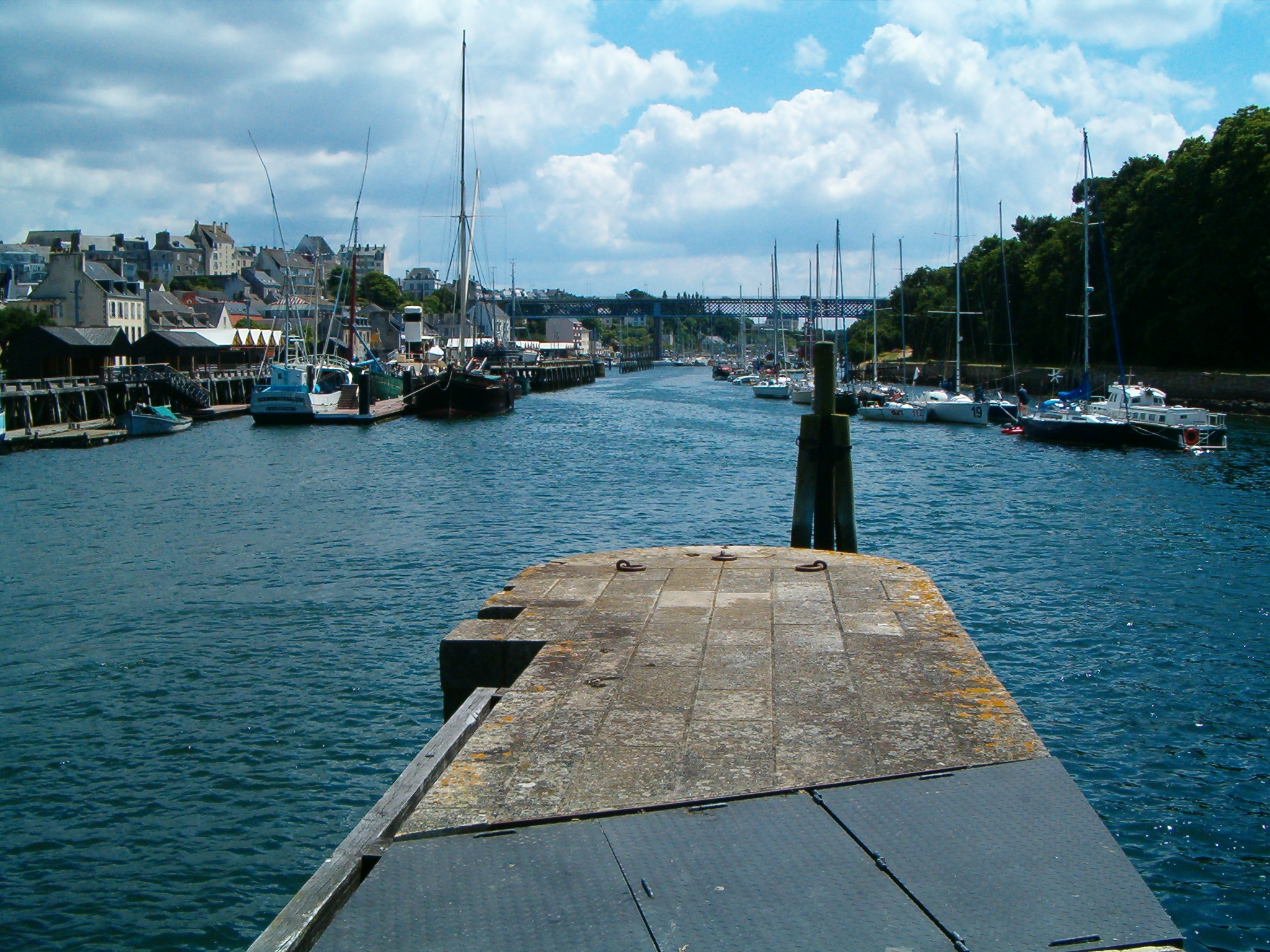
De Port de Rosmeur
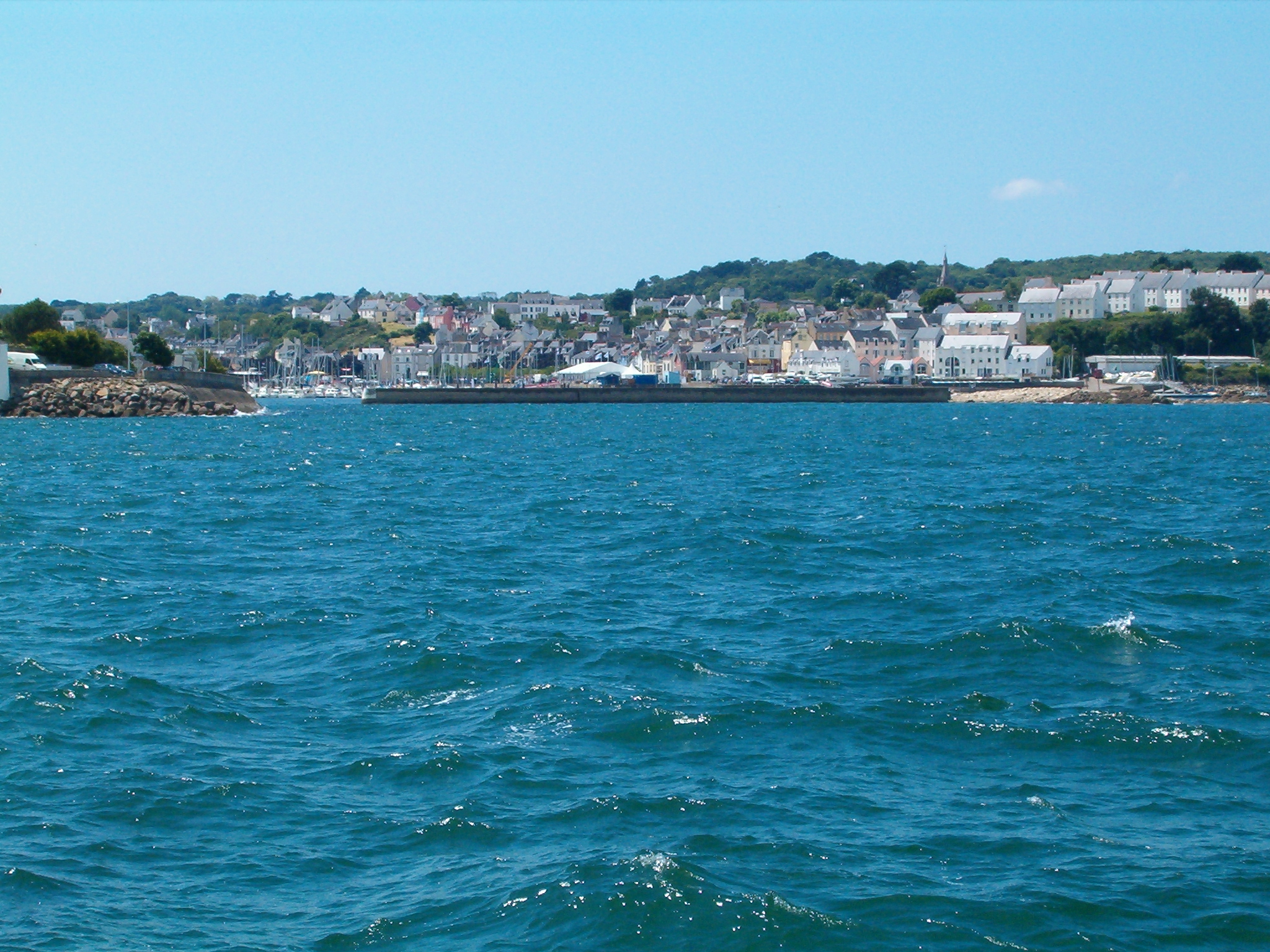
De Baai van Douarnenez
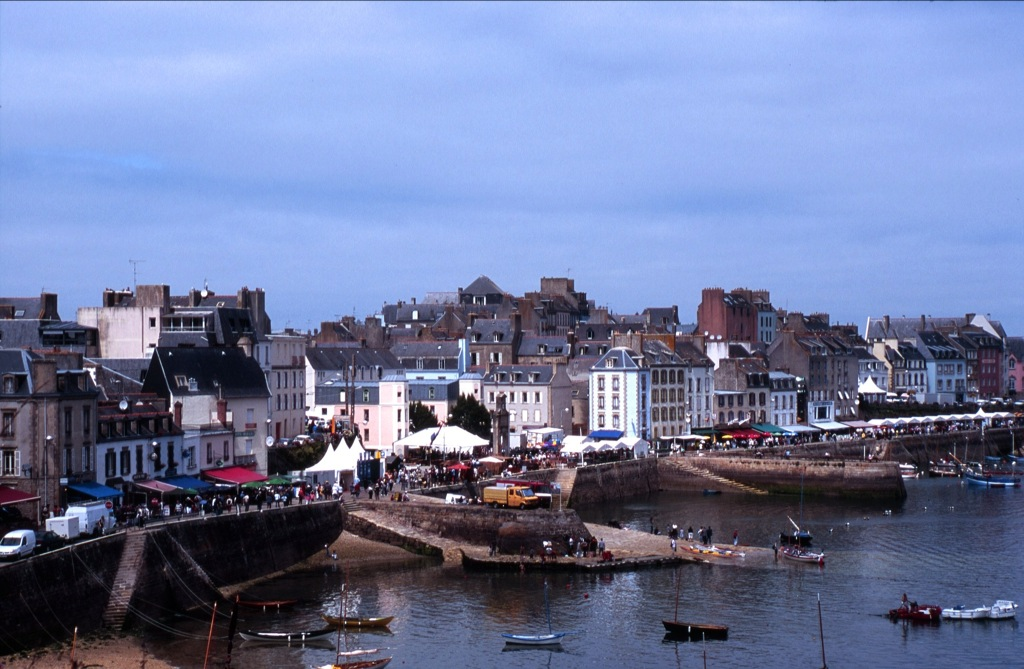
Het stadje

## Geografie
De oppervlakte van Douarnenez bedroeg op 1 januari 2022 24,94 vierkante kilometer; de bevolkingsdichtheid was toen 568,9 inwoners per km².
De gemeente ligt aan de zuidkust van de Baai van Douarnenez, een 21 km lange en 15 km brede baai opgeven met kliffen.
De ría Port-Rhu scheidt de twee delen van de stad. Westelijk ligt Tréboul, oostelijk het oude centrum van Douarnenez. Nog oostelijker, langsheen de kust, ligt Plomarc'h. Voor Port-Rhu in zee ligt het Île Tristan, een rotseiland dat bij laag water te voet kan bereikt worden.
De onderstaande kaart toont de ligging van Douarnenez met de belangrijkste infrastructuur en aangrenzende gemeenten.

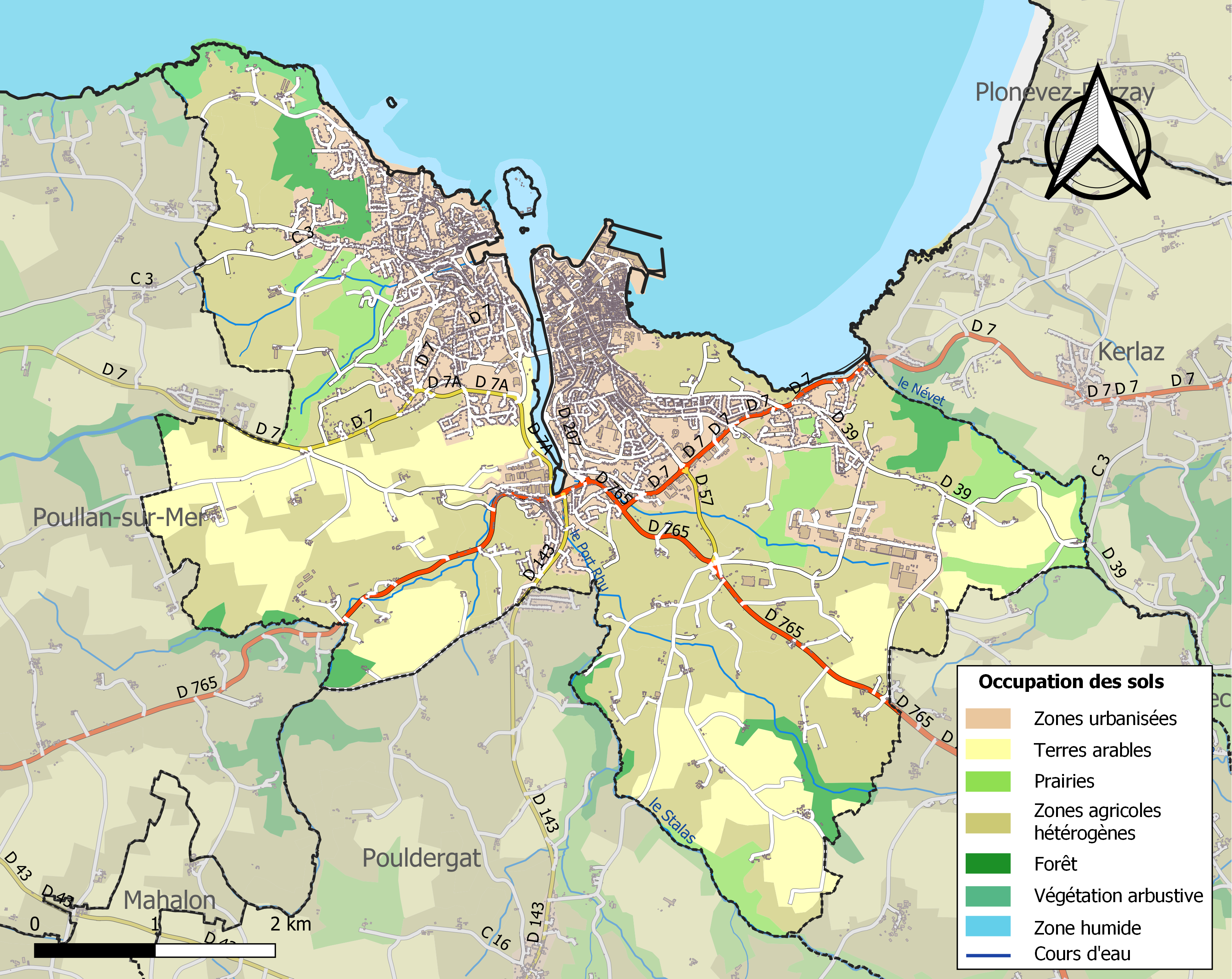

## Demografie
De bevolking steeg van ongeveer 1.700 in 1800 naar 2.500 in 1850 en naar 13.600 in 1906. Onderstaande figuur toont het verloop van het inwonertal (bron: INSEE-tellingen).

## Geboren in Douarnenez
- Ronan Pensec (1963), voormalig wielrenner, wielerploegleider
- Bob Sinclar (1969), DJ en producer
- Romain Danzé (1986), voetballer
- Jérémy Bescond (1991), wielrenner